# Geogarypus bucculentus
Geogarypus bucculentus är en spindeldjursart som beskrevs av Beier 1955. Geogarypus bucculentus ingår i släktet Geogarypus och familjen Geogarypidae. Inga underarter finns listade i Catalogue of Life.